# Yonathan Cabral
Yonathan Emanuel Cabral (Isidro Casanova, Buenos Aires, Argentina; 10 de mayo de 1992) es un futbolista argentino que juega como defensor central en Atlético Tucumán de la Primera División de Argentina. 
Su hermano, Gustavo Cabral, también es futbolista.

## Trayectoria

### Racing Club
Cabral surgió en las inferiores del Racing Club de Avellaneda. Fue concentrado por primera vez cuando el técnico del club, Reinaldo Merlo, no tenía variantes para reemplazar al defensor titular. Tuvo su debut profesional el 22 de marzo de 2014 en la victoria 2 a 0 sobre Belgrano de Córdoba. El 14 de diciembre de ese mismo año se consagró campeón con Racing, primer título del equipo en 13 años. El 2 de mayo de 2015 marcó su primer gol profesional contra Lanús.

### Olimpo de Bahía Blanca
En 2016 es cedido a Olimpo de Bahía Blanca donde jugó hasta mediados de 2017. En el club bahiense jugó 19 partidos anotando 2 goles.

### Atlético Tucumán
El 21 de julio de 2017 el defensor llega al Decano luego de su paso por Olimpo. En Atlético logró recuperar el nivel mostrado en Racing, formando una buena línea defensiva junto a compañeros como Rafael García, Andrés Lamas, Bruno Bianchi y Franco Sbuttoni, entre otros. En la Superliga 2017-18 convirtió su primer gol en una victoria por 3-0 del Decano. 
Frente a Gimnasia y Esgrima de La Plata anota su segundo gol en el elenco tucumano, asegurando el triunfo al marcar el 3 a 1 parcial en la victoria 4-1 de Atlético.

### Newell's Old Boys
El 1 de febrero de 2021 se oficializa la llegada del defensor a préstamo a Newell's de Rosario hasta el 31 de diciembre de 2021 con un cargo de 50 mil dólares y con una opción de compra de un millón cien mil dólares.

### Gimnasia y Esgrima La Plata
A fines de agosto de 2023 llega a Gimnasia y Esgrima La Plata en condición de préstamo, con quien puso su firma en el contrato que lo unirá a Gimnasia hasta junio de 2024, con opción de repesca en enero de ese año.

## Clubes
Actualizado al 30 de agosto del 2023
| Club                                 | País      | Año           | PJ | Goles |
| ------------------------------------ | --------- | ------------- | -- | ----- |
| Racing Club                          | Argentina | 2014-2016     | 55 | 1     |
| Olimpo (Cesión)                      | Argentina | 2016-2017     | 19 | 2     |
| Atlético Tucumán                     | Argentina | 2017-2021     | 99 | 2     |
| Newell's (Cesión)                    | Argentina | 2021          | 15 | 0     |
| Atlético Tucumán                     | Argentina | 2021          | 17 | 1     |
| Lanús (Cesión)                       | Argentina | 2022          | 28 | 2     |
| Atlético Tucumán                     | Argentina | 2023          | 13 | 0     |
| Gimnasia y Esgrima La Plata (Cesión) | Argentina | 2023-Presente | 18 | 2     |

## Palmarés

### Títulos nacionales
| Título           | Club        | País      | Año  |
| ---------------- | ----------- | --------- | ---- |
| Primera División | Racing Club | Argentina | 2014 |